# Orson Bean
Orson Bean, született Dallas Frederick Burrows (Burlington, Vermont, 1928. július 22. – Los Angeles, Kalifornia, 2020. február 7.) amerikai színész.

## Filmográfia

### Film
| Év   | Magyar cím                          | Eredeti cím                             | Szerep                  | Magyar hang     |
| ---- | ----------------------------------- | --------------------------------------- | ----------------------- | --------------- |
| 1955 |                                     | How to Be Very, Very Popular            | Toby Marshall           |                 |
| 1959 | Egy gyilkosság anatómiája           | Anatomy of a Murder                     | Dr. Matthew Smith       | Fodor Tamás     |
| 1970 |                                     | Lola / Twinky                           | Hal                     |                 |
| 1978 |                                     | Skateboard                              | önmaga                  |                 |
| 1982 | Negyven-egyenlő                     | Forty Deuce                             | Mr. Roper               |                 |
| 1987 | Vérbeli hajsza                      | Innerspace                              | Lydia szerkesztője      | Pusztai Péter   |
| 1990 | Kezedben a sorsod                   | Instant Karma                           | Dr. Berlin              |                 |
| 1992 | Utolsó ítélet                       | Final Judgement                         | Monsignor Corelli       | Uri István      |
| 1999 | A John Malkovich menet              | Being John Malkovich                    | Dr. Lester              | Versényi László |
| 1999 |                                     | Unbowed                                 | Purdy                   |                 |
| 2001 |                                     | Burning Down the House                  | Sy                      |                 |
| 2001 |                                     | The Gristle                             | Mr. Bowen               |                 |
| 2002 | Lökött ügynök (Óvatos duhaj)        | Frank McKlusky, C.I.                    | Mr. Gafty               | Pathó István    |
| 2004 | A kutya rúgja meg: Európa-bajnokság | Soccer Dog: European Cup                | Milton Gallagher őrnagy |                 |
| 2004 |                                     | Cacophony (rövidfilm)                   | Ferruccio               |                 |
| 2006 | UFO-boncolás                        | Alien Autopsy                           | hajléktalan             |                 |
| 2006 | Kereszt-út                          | The Novice                              | McIlhenny atya          |                 |
| 2007 |                                     | Mattie Fresno and the Holoflux Universe | Raff Buddemeyer         |                 |
| 2007 |                                     | Game of Life                            | Dennis                  |                 |
| 2018 | A védelmező 2.                      | The Equalizer 2                         | Sam Rubinstein          | Fodor Tamás     |

### Televízió

#### Tévéfilm
| Év   | Magyar cím                      | Eredeti cím                                                   | Szerep                               | Magyar hang    |
| ---- | ------------------------------- | ------------------------------------------------------------- | ------------------------------------ | -------------- |
| 1959 |                                 | Miracle on 34th Street                                        | Dr. William Sawyer                   |                |
| 1966 |                                 | The Star-Wagon                                                | Stephen Minch                        |                |
| 1970 |                                 | A Connecticut Yankee in King Arthur's Court                   | Hank / Sir Boss (hangja)             |                |
| 1977 | A hobbit                        | The Hobbit                                                    | Zsákos Bilbó (hangja)                |                |
| 1980 | A király visszatér              | The Return of the King                                        | Zsákos Frodó / Zsákos Bilbó (hangja) |                |
| 1984 | Garfield a természet lágy ölén  | Garfield in the Rough                                         | Billy, a nyúl (hangja)               | Bartucz Attila |
| 1984 | Garfield a természet lágy ölén  | Garfield in the Rough                                         | Billy, a nyúl (hangja)               | Pipó László    |
| 1991 | Esély az életre                 | Chance of a Lifetime                                          | Fred                                 | Gruber Hugó    |
| 1992 |                                 | Just My Imagination                                           | Jeremy Sticher                       |                |
| 2004 | Charlie angyalainak másik élete | Behind the Camera: The Unauthorized Story of Charlie's Angels | John Forsythe (hangja)               |                |
| 2009 | Viharos vizeken                 | Safe Harbor                                                   | bíró                                 |                |
| 2012 | Karácsonyi szerelem             | A Golden Christmas 3                                          | Mr. Cole                             | Faragó András  |

#### Sorozat
- Robert Montgomery Presents (1954, egy epizódban)
- Omnibus (1954, 1956, két epizódban)
- The United States Steel Hour (1954–1963, három epizódban)
- The Best of Broadway (1955, egy epizódban)
- The Elgin Hour (1955, egy epizódban)
- Kraft Television Theatre (1957, egy epizódban)
- Playhouse 90 (1957, egy epizódban)
- The Phil Silvers Show (1958, egy epizódban)
- The Millionaire (1958, egy epizódban)
- Alkonyzóna (The Twilight Zone) (1960, egy epizódban)
- The DuPont Show with June Allyson (1961, egy epizódban)
- Naked City (1962, egy epizódban)
- Vacation Playhouse (1964, egy epizódban)
- Love, American Style (1970, egy epizódban)
- Ellery Queen (1975, egy epizódban)
- Szerelemhajó (The Love Boat) (1978, egy epizódban)
- One Life to Live (1982, egy epizódban)
- The Fall Guy (1984, egy epizódban)
- The Facts of Life (1986–1987, három epizódban)
- Gyilkos sorok (Murder, She Wrote) (1986, 1989, két epizódban)
- Quinn doktornő (Dr. Quinn, Medicine Woman) (1993–1998, 146 epizódban)
- Halálbiztos diagnózis (Diagnosis: Murder) (1998, egy epizódban)
- Thanks (1999, egy epizódban)
- Manhattan, AZ (2000, két epizódban)
- Ally McBeal (2000, egy epizódban)
- Férjek gyöngye (The King of Queens) (2000, egy epizódban)
- Családjogi esetek (Family Law) (2000, egy epizódban)
- Will és Grace (Will & Grace) (2000, egy epizódban)
- Normal, Ohio (2000, hét epizódban)
- Becker (2002, egy epizódban)
- Hetedik mennyország (7th Heaven) (2003, két epizódban)
- Döglött akták (Cold Case) (2004, egy epizódban)
- Két pasi – meg egy kicsi (Two and a Half Men)] (2005, egy epizódban)
- Az elnöknő (Commander in Chief) (2006, egy epizódban)
- A főnök (The Closer) (2007, egy epizódban)
- The Minor Accomplishments of Jackie Woodman (2007, egy epizódban)
- Született nyomozók (Women's Murder Club) (2007, egy epizódban)
- Így jártam anyátokkal (How I Met Your Mother) (2007, egy epizódban)
- Született feleségek (Desperate Housewives) (2009–2012, 23 epizódban)
- Vérmes négyes (Hot in Cleveland) (2011, egy epizódban)
- Zürös viszonyok (Mistresses) (2014, egy epizódban)
- Modern család (Modern Family) (2016, egy epizódban)
- The Guest Book (2016, egy epizódban)
- Gazdagok és szépek (The Bold and the Beautiful) (2016, két epizódban)
- Kúria (Another Period) (2016, két epizódban)
- Teachers (2017, egy epizódban)
- Superstore (2018, egy epizódban)
- Grace és Frankie (Grace and Frankie) (2020, egy epizódban)